# 东方县 (闽赣省)
东方县（1933年7月—1934年10月）是中华苏维埃共和国闽赣省的一个县。
1933年7月，由黎川、光泽、邵武三县析置，治上观（今福建省南平市光泽县李坊乡上观村）。1934年10月中央红军长征后，废县。